# Химич Тарас Богданович
Тара́с Богда́нович Хи́мич (* 2 березня 1976, Львів) — український режисер та кліпмейкер

## Освіта
Народився у Львові в сім'ї лікарів. Завершив Львівську середню школу № 30. Змалку брав уроки образотворчого мистецтва, навчався в художній школі.
З 1992 по 1995 рр. навчався у Львівській академії мистецтв, з 1996 по 2001 рр. — в Коледжі візуального мистецтва (College of Visual Arts) в Мінесоті (США), де здобув диплом бакалавра (bachelor of fine arts in Graphic design (motion graphics)).
2001 року повернувся до України, де розпочав роботу над створенням музичних кліпів та режисурою.

## Родина
Одружений з артдиректоркою Оленою Химич.

## Творчий доробок

### Робота над кліпами
1997 року створив свій перший музичний кліп (відеоілюстрація пісні «Листя бульби» львівського гурту «Деінде»).
Серед найвідоміших робіт режисера у цій галузі належать такі відеокліпи, як «Бабина тумба»(«От Вінта»), «Закохані» («Був'є»), «Хулігани»(«Тартак»), «Та ти шо» (ТНМК) та інші.
2002 року з ініціативи Тараса Химича та за підтримці його друзів та колег було засновано студію «Invert Pictures Film studio».

### Робота в кіно
У 2005 році почав працювати у сфері усної історії відзнімуючи спогади очевидців.
2009 року на замовлення Львівської міської ради та Західно-Українського Центру історичних досліджень, розпочалась робота над створенням документального фільму про події 1939—1941 років в Галичині. Презентація фільму («Золотий вересень. Хроніка Галиччини 1939—1941») вперше відбулась наприкінці червня 2010 року. Впродовж 2010—2015 Тарасом було знято ще 3 фільми на тему Української історії 20-го століття. У 2012 та 2015 році фільми «Золотий вересень. Хроніка Галиччини 1939—1941» та «Срібна Земля. Хроніка Карпатської України 1919—1939» транслювалися польським каналом Planet Plus.

## Роботи

### Кліпи
- «Закохані» («Був'є»)
- «Ти Одна Із Таких Людей» («Мотор'ролла») 2024
- «Молитва за Україну» («Михайло Іващенко») 2024
- «Дочекайся» («Шосте Чуття») 2023
- «Переможе» («Шосте Чуття») 2022
- «Подих Ночі» («Тартак» та «Bazhana»)
- «Мій Горобчику» (Vidverto)
- «Тільки чекай» («Владіслав Левицький»)
- «Снігом» («Мотор'ролла»)
- «Бабина тумба», «Конвалії», «Love you» («От Вінта»)
- «Дим» («Entree»)
- «Холодильник», «Посеред ночі», «Разом» («Оратанія»)
- «Зламані крила», «Шукав свій дім», «Усталі» («Скрябін»)
- «Хулігани», «Нашеліто», «Дж…ангел», «Омана» («Тартак»)
- «Я відчуваю Тебе» («Брія Блессінг»)
- «Не кажучи нікому» («Тартак» та Андрій Підлужний)
- «Та ти шо» і «Арешт» («ТНМК»)
- «Message», «Кохання»", «Божествена тромпіта» («Гайдамаки»)
- «Колискова», «Лаю себе», «Як довго я шукав», «Open Your Eyes» («Фліт»)
- «Вчора я не роздягався» («ФлайzZzа»)
- «Вечірник», «Сад різдвяний» (Сестри Тельнюк)
- «Пригадай», «Полум'я» («Мотор'ролла»)
- «За тобою тінь», «Байкер січ» («White»)
- «Відлітаєш» («Нота»)
- «Unique face» (Point)
- «Колискова про Україну» («Ростислав Держипільський»)
- «Зупини час» («Роллік'с»)
- «Mysterious Lady» («Black Jack»)
- «Колись давно…» («Дивні»)
- «Жарптиця» («Мотор'ролла» та «Klooch»)
- «Love show», «В нашому серці» («Андріана»)
- «Душа» («Мотор'ролла» та Еріка)
- «Серце» («Мотор'ролла»)
- «Весняні Думи» («Hutsul Planet»)
- «Львів» («Піккардійська Терція»)
- «Ти і я» (Лесик Сам)
- «Our Melody» («Брія Блессінг» та Олександр Божик)

### Корпоративні фільми
- «Універсальна» (страхова компанія)
- «Екран» (віконні конструкції)
- «Clive Christian» (салон елітних меблів)
- «Кормотех»
- «Ензим»

### Реклама
- «Галичина» (молочна компанія)
- «Ажур» (дім модної білизни)
- «Korn» (магазин спортивного одягу)
- «Senator» (шафи-купе)
- «Кухні Рода»
- «Арсен Freshmilk»

### Фільми
- 2010 — «Золотий вересень. Хроніка Галичини 1939—1941»
- 2012 — «Срібна Земля. Хроніка Карпатської України 1919—1939»[5]
- 2014 — «Хроніка Української Повстанської Армії 1942—1954»
- 2015 — «Легіон. Хроніка Української Галицької Армії 1918-1919»
- 2016 — «Жива»
- 2018 — «Король Данило»

### Телесеріали
- 2021 — «Князівство» (англ. The Realm)